# Mino Mocato
Mino Mocato o Mino Mocato da Siena, in latino Minus Mocatus Senensis (Siena, XIII secolo – XIII secolo) è stato un poeta italiano.

## Biografia
Mino Mocato, senese, visse nella seconda metà del Duecento. Dante nell'opera De vulgari eloquentia lo ricorda insieme a Guittone d'Arezzo, Bonagiunta Orbicciani, Gallo Pisano, Brunetto Latini fra i rimatori toscani che fecero uso del volgare "municipale". 
(Dante Alighieri, De vulgari eloquentia)
È probabilmente da identificarsi con il senese Bartolomeo Mocati del quale, attraverso il Canzoniere Vaticano latino 3793 e il Palatino 418, si è conservata una canzone "Non pensai che distretto", a sua volta parzialmente derivata dal trovatore provenzale Raimbaut de Vaqueiras.